# Groot glaskruid
Groot glaskruid (Parietaria officinalis) behoort tot de brandnetelfamilie (Urticaceae). De plant komt oorspronkelijk uit Midden- en Zuidoost-Europa en Zuidwest-Azië. Het is verspreid naar Noordwest-Europa en het noordelijke deel van Midden-Europa. De plant is in Nederland zeldzaam en in België staat hij op de rode lijst als zeldzaam (zeer zeldzaam).
De planten kunnen tussen de 20 en 80 cm variëren qua lengte en bloeien in de maanden juni tot en met oktober.
De bladeren zijn langwerpig eirond, heldergroen, en zijn 3 tot 12 cm lang. De bloemen zijn een soort kluwens in de bladoksels, meestal met vier, klein, groenig met gele meeldraden. De ongeveer 1,5 cm grote vruchten bestaan uit door het bloemdek ingesloten zwarte zaden.
Het verschil tussen het grote en het klein glaskruid is dat het grote een holle stengel heeft.
De plant is meestal te vinden tussen het struikgewas, op beschutte omgewerkte grond, aan de voet van muren, rotsen, bosranden, heggen, loofbossen (aan de voet van hellingen), onder stoeproosters en aan trottoirkanten.

## Namen in andere talen
De namen in andere talen kunnen vaak eenvoudig worden opgezocht met de interwiki-links.
- Duits: Aufrechtes Glaskraut
- Engels: Pellitory-of-the-wall, lichwort
- Frans: Pariétaire officinale, Perce-muraille, Casse-pierre, Espargoule, Gamberoussette

## Fotogalerij

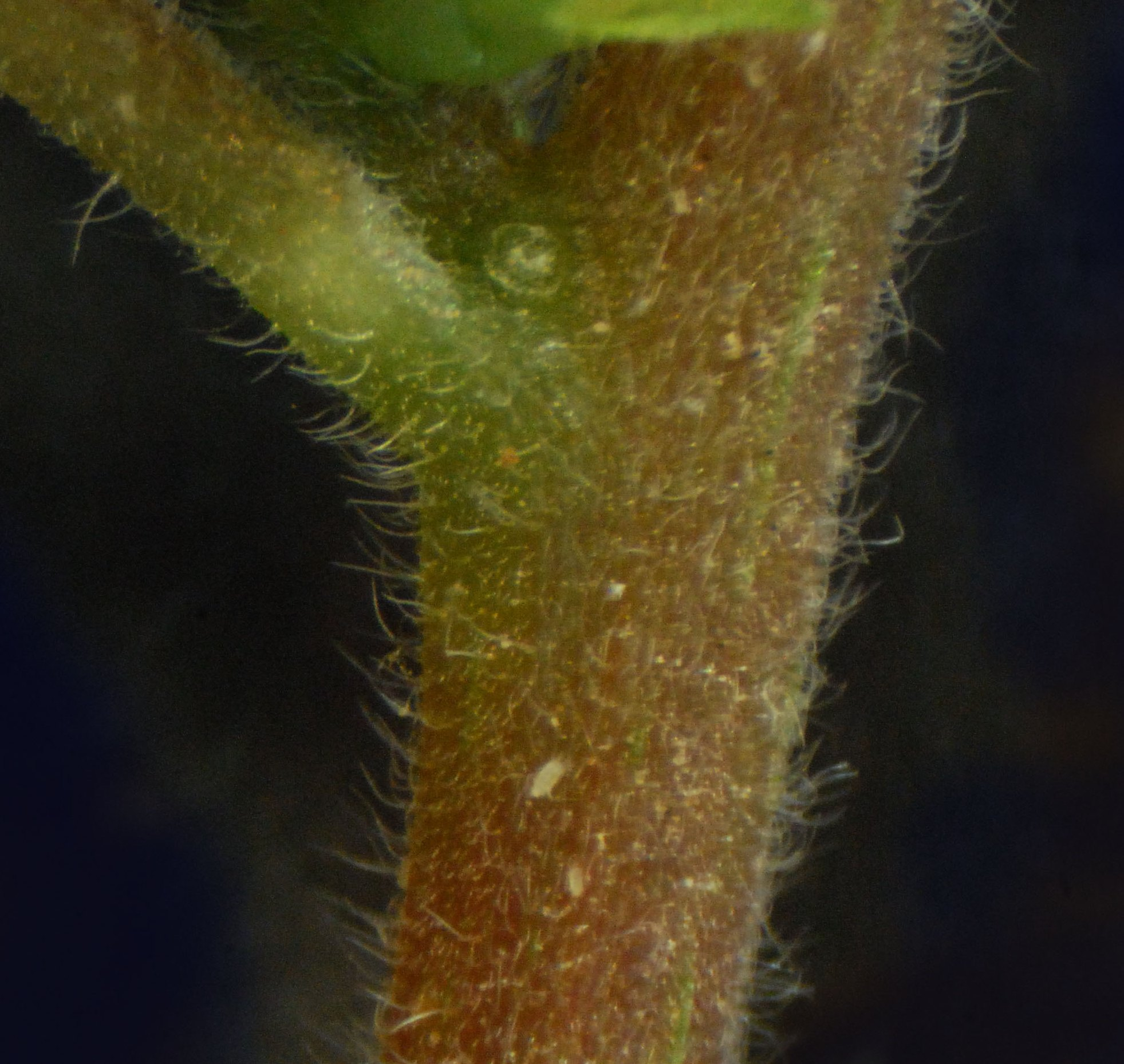
Gebogen haren
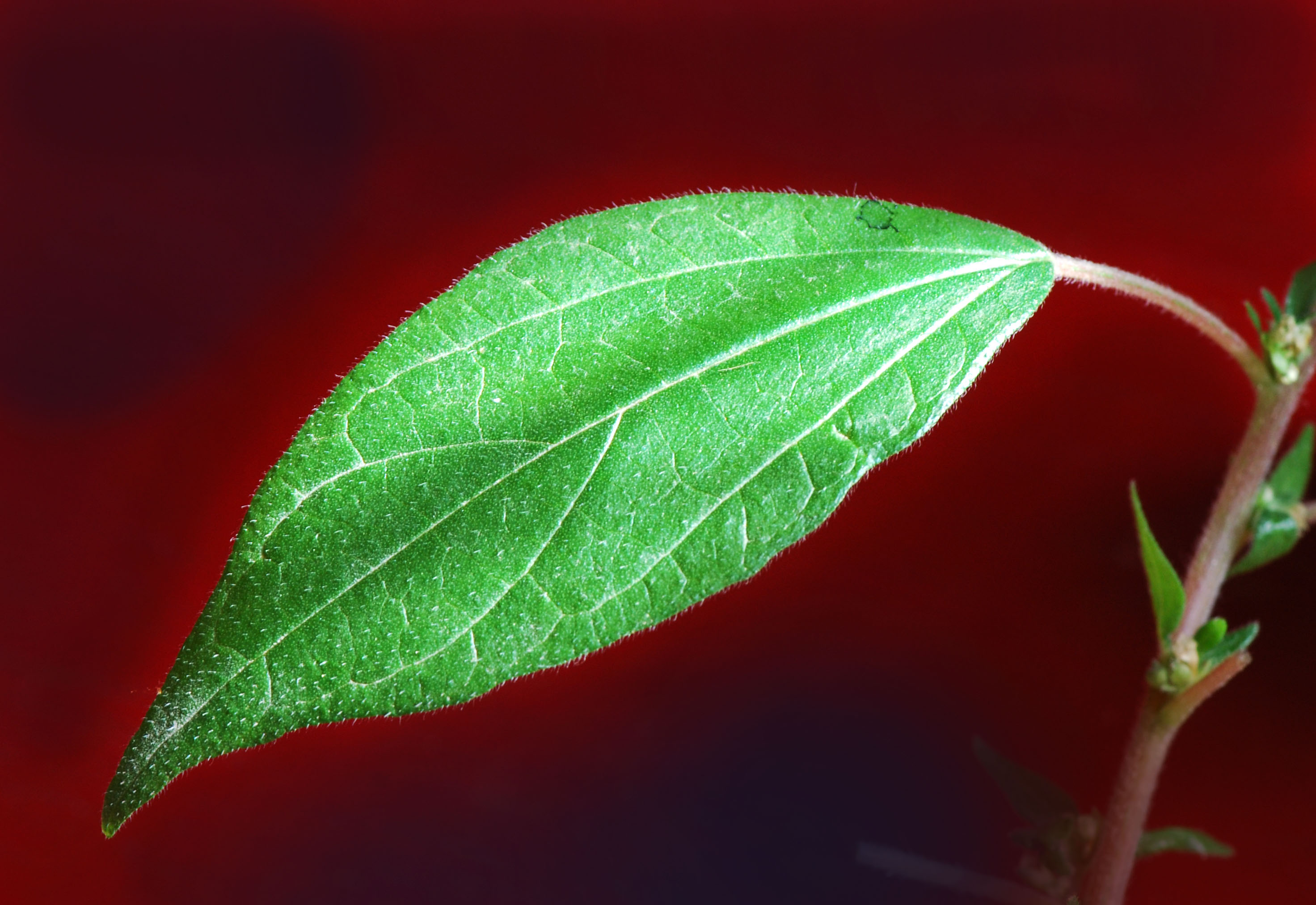
Blad
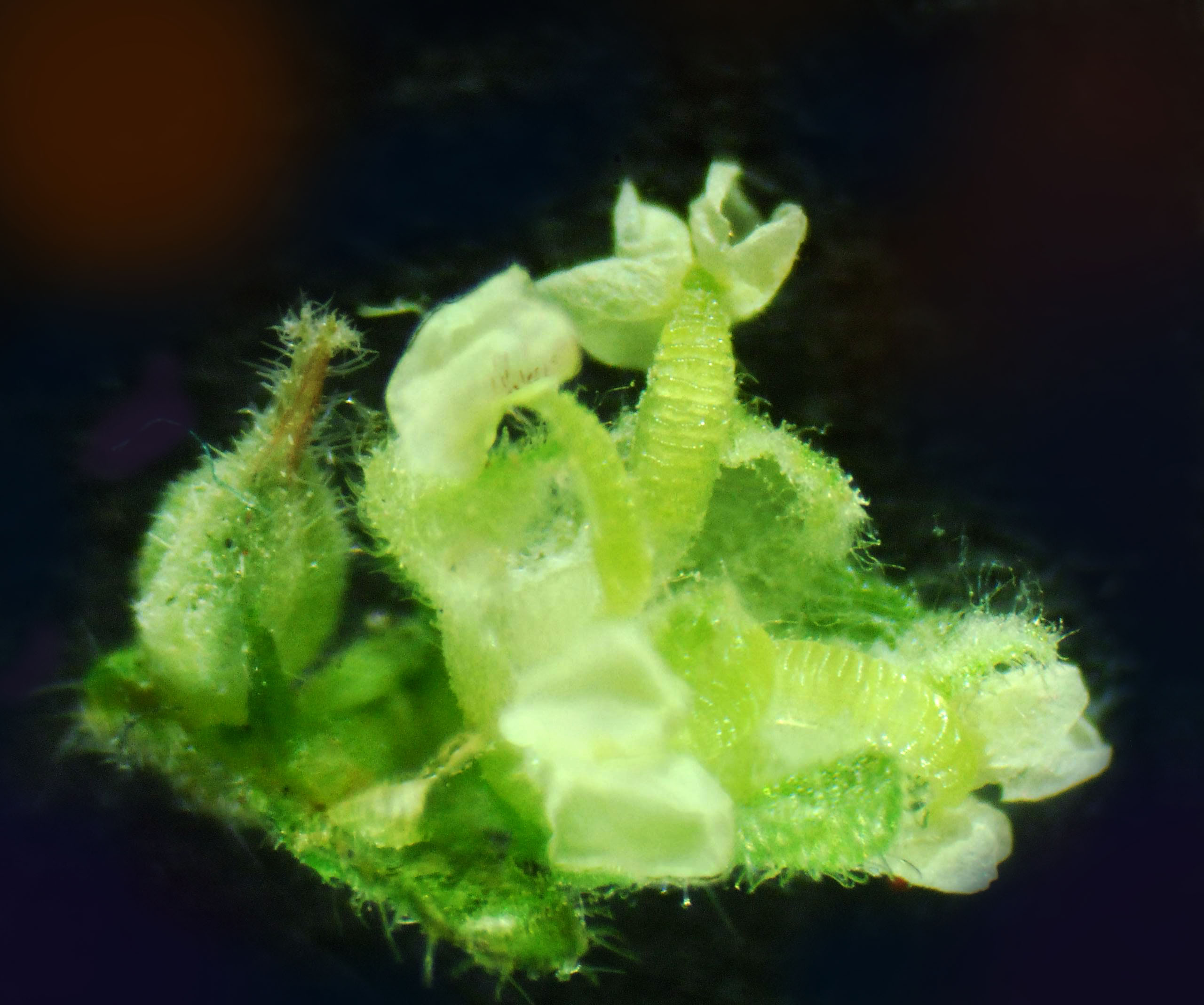
Tweeslachtige bloem
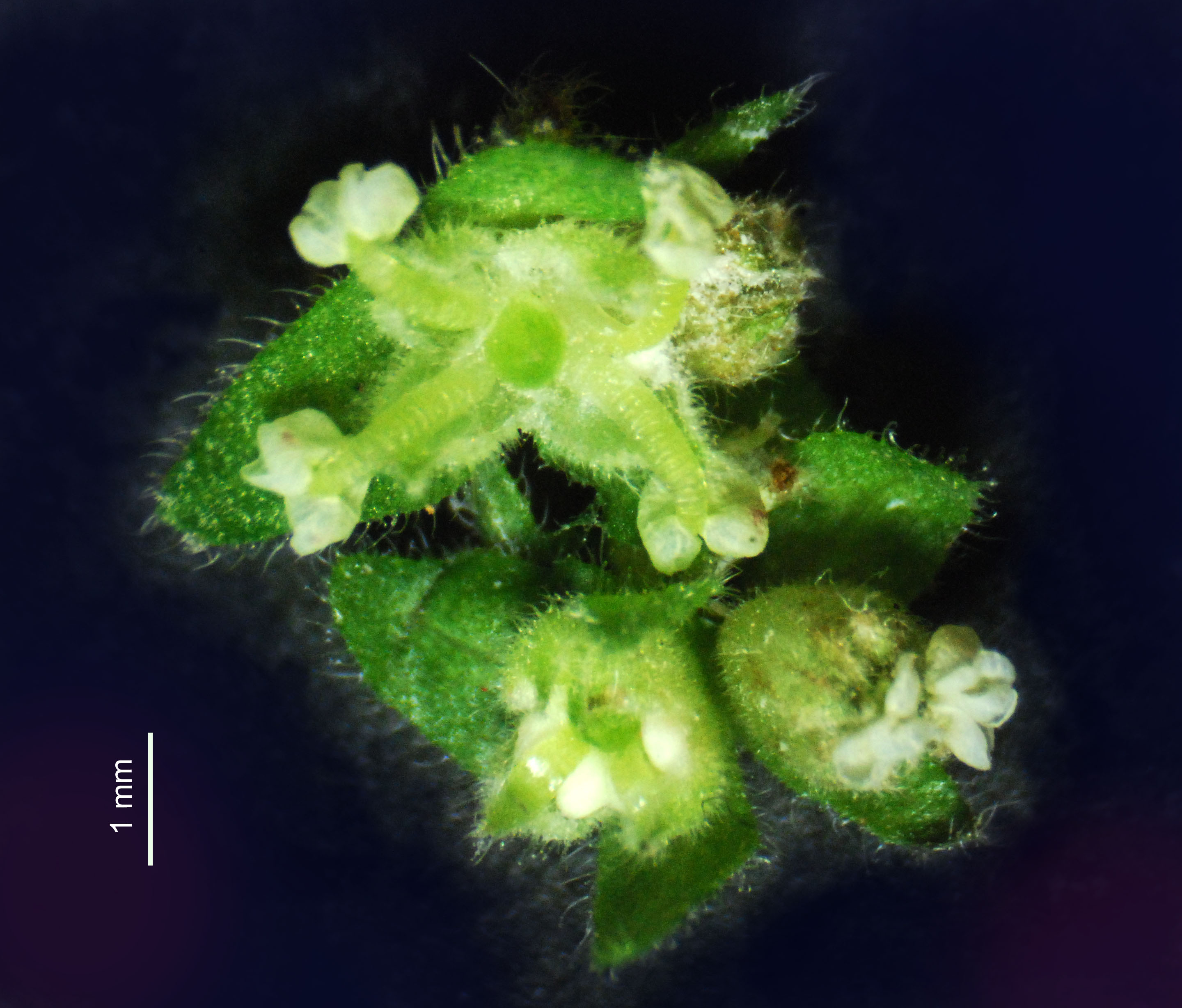
Drie Tweeslachtige bloemen
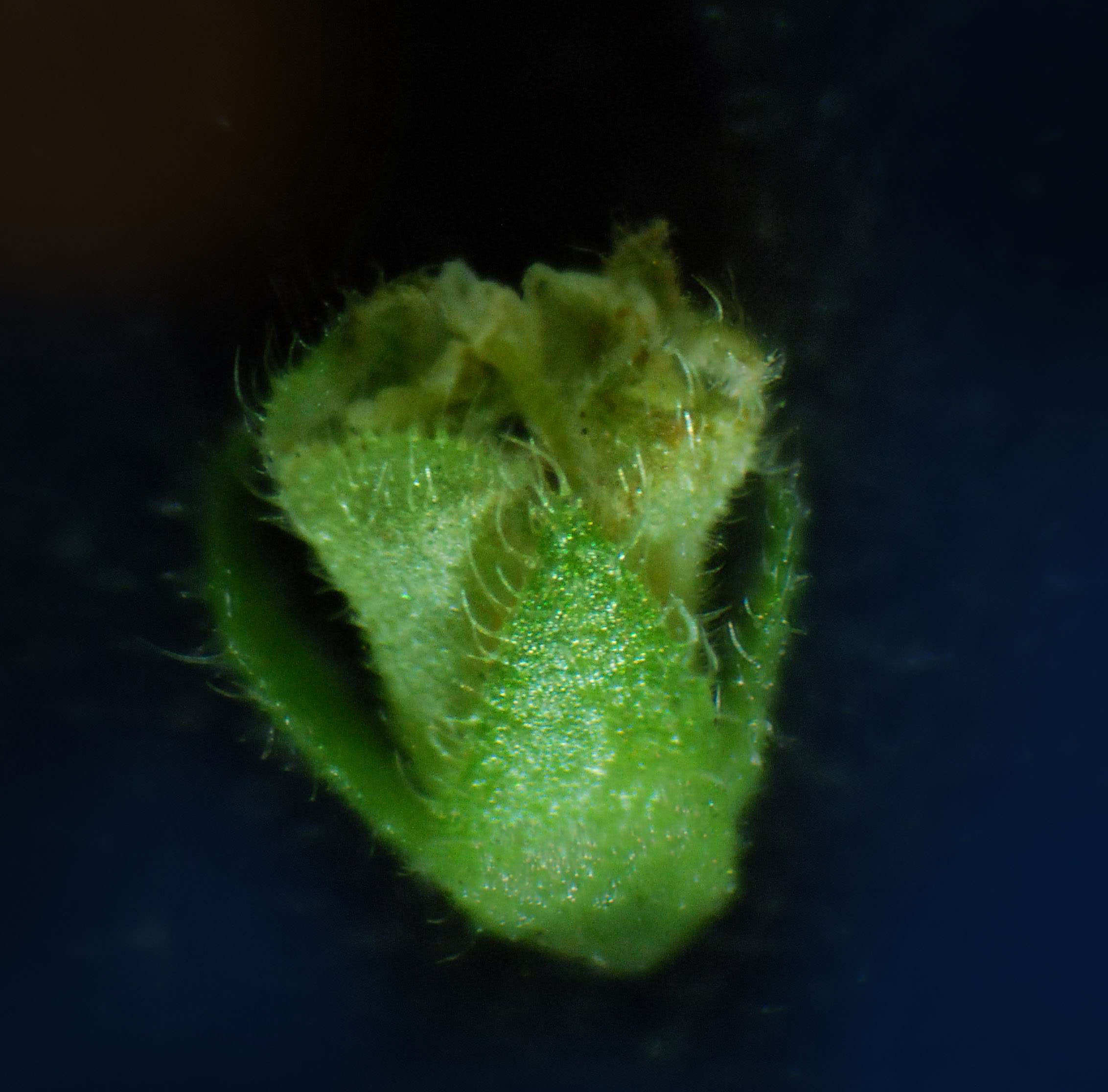
Tweeslachtige bloem met tepalen na bevruchting